# Hernán Evaristo Medford
Hernán Evaristo Medford Bryan (23 de maig, 1968) fou un futbolista i és l'actual entrenador de futbol de Costa Rica.
Jugava de davanter. Jugà a molts clubs arreu del món, a Itàlia (Foggia Calcio), Croàcia (Dinamo de Zagreb), Àustria (SK Rapid Wien), Espanya Rayo Vallecano, i sobretot a Mèxic amb CF Pachuca, León i Necaxa, i a Costa Rica amb diverses etapes al Deportivo Saprissa. El Pachuca retirà el número 17 que portava Medford. Amb el Saprissa guanyà tres lligues i la Copa de Campions de la CONCACAF de 1993.
Fou internacional amb la selecció de Costa Rica. Disputà la Copa del Món sota 16 de 1985 a la Xina. També disputà dos Mundials absoluts a Itàlia 1990 i Japó-Corea 2002.
Un cop es retirà, es convertí en entrenador. Amb el Deportivo Saprissa guanyà diversos torneigs, com dues lligues, una Copa UNCAF i una Copa de Campions de la CONCACAF. També fou seleccionador nacional de Costa Rica i el 2009 fou fitxat pel Club León mexicà.